# ایستگاه متروی پانزده خرداد
ایستگاه مترو پانزده خرداد، یکی از ایستگاه‌های متروی تهران است که در چهارراه گلوبندک، تقاطع خیابان پانزده خرداد و خیابان خیام، تهران واقع شده‌است. این ایستگاه در خط ۱ متروی تهران واقع شده‌است.